# Barbara Jeong Sun-mae
Barbara Jeong Sun-mae (Yeoju, 1777 – Yeoju, 3 o 4 luglio 1801) è stata una laica coreana, venerata come martire e beata dalla Chiesa cattolica.

## Biografia
Si convertì al cattolicesimo grazie al fratello e alla cognata. Dopo aver preso la decisione di rimanere vergine, si trasferì a Seul, dove entrò in una comunità di donne cristiane che avevano intrapreso la stessa scelta. Durante la persecuzione Shinyu del 1801, fu arrestata e condannata a morte per la sua fede. La sentenza fu eseguita per decapitazione il 3 o il 4 luglio 1801 nella sua città natale.

## Culto
Barbara Jeong Sun-mae fu beatificata da papa Francesco durante il suo viaggio in Corea del Sud il 16 agosto 2014 insieme a Paolo Yun Ji-chung e altri centoventidue martiri coreani.
Viene ricordata il 3 luglio, anniversario della sua morte, e anche il 20 settembre, insieme a tutti i martiri coreani.